# Elza Soares

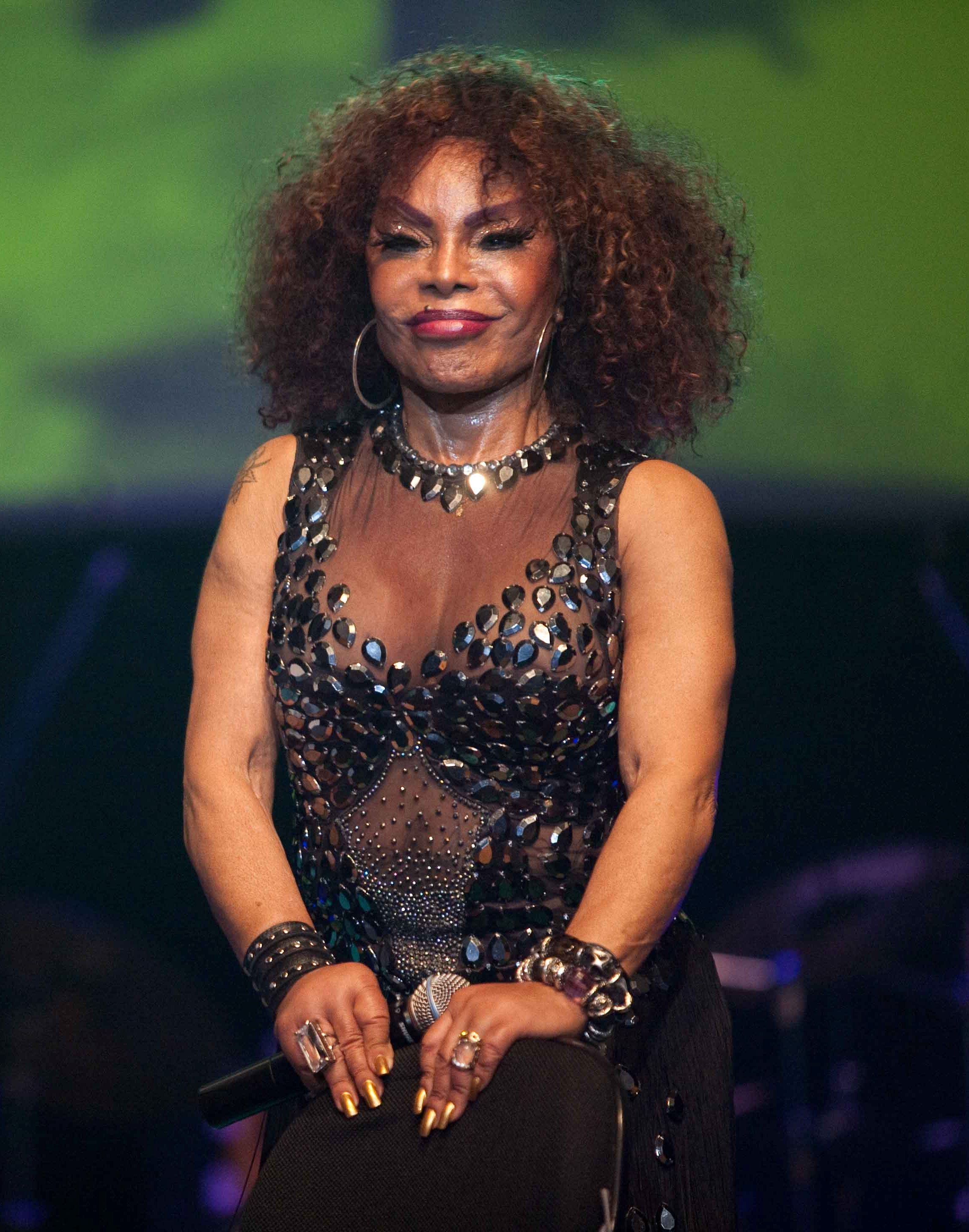
Elza Soares vid Encontro Afro-Latino realizado i Bahia, 2010

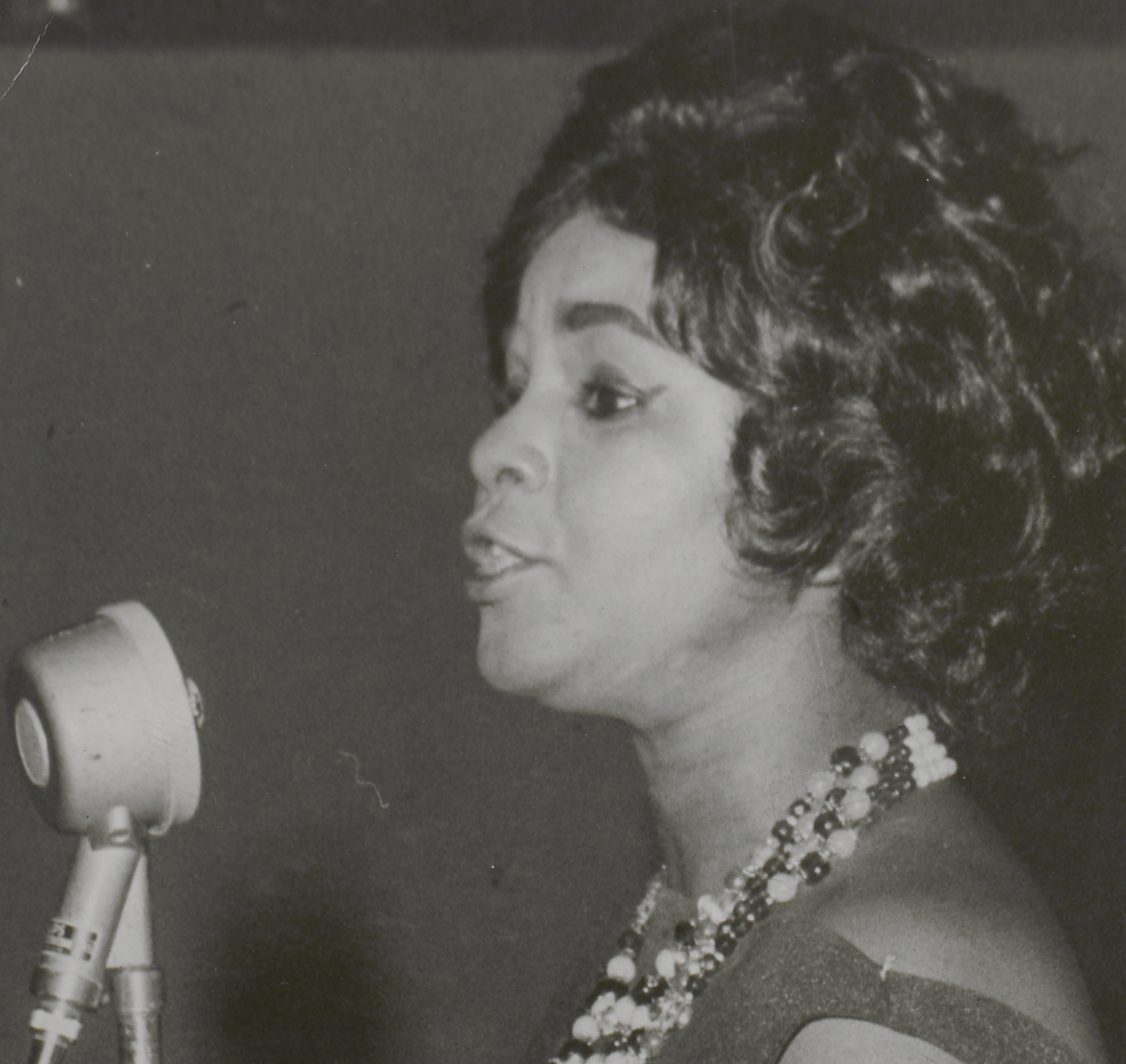
Elza Soares,1964

Elza da Conceição Soares, född 23 juni 1930 i Rio de Janeiro i Brasilien, död 20 januari 2022, var en brasiliansk sambasångerska.
Elza Soares var dotter till fabriksarbetaren och gitarristen Avelino Gomes och tvätterskan Rosária Maria Gomes. Hon föddes i favelan  Moça Bonita i området Padre Miguel i Rio de Janeiro. Under sin uppväxt i fattigdom spelade Elza Soares på gatorna. Hon tvingades av fadern att gifta sig när hon var tolv år gammal med Lourdes Antônio Soares. Hon födde sitt första barn ett är senare och sitt andra barn, som dog, vid 15 års ålder. Hennes man dog i tuberkulos, när hon var 21 och hade fem barn. 
Vid sidan av olika arbeten sjöng hon i barer. Hon träffade fotbollsspelaren Manuel Garrincha, som hon levde ihop med  1966–1977. Hon hade en son med honom, född 1976. 
På 1960-talet gjorde hon sig ett namn som sambans drottning. Hon sjöng om kärlek, prostituerade och transsexuella, rasism, kvinnors ställning och det hårda livet på samhällets botten. Under sin karriär spelade hon in 36 album. 
År 2016 uppträdde hon vid invigningen av de Olympiska sommarspelen 2016 i Rio de Janeiro. 